# Collegi arcivescovili dell'arcidiocesi di Milano
I Collegi arcivescovili dell'arcidiocesi di Milano sono sette scuole paritarie cattoliche riconosciute dallo Stato Italiano.
Ogni Collegio è un'entità giuridica a sé stante, fatta eccezione per i Collegi "Castelli" di Saronno e "Ballerini" di Seregno, aderenti alla Fondazione Ambrosiana per la Cultura e l'Educazione Cattolica (FACEC) i quali sono amministrati unitariamente dalla suddetta fondazione. I Collegi arcivescovili comprendono scuole di ogni ordine e grado: nido, materna, elementare, media, superiore.

## Organizzazione
L'ambito dei Collegi arcivescovili rientra formalmente nelle competenze del servizio per la Pastorale scolastica dell'arcidiocesi di Milano, tuttavia è affidato direttamente alla responsabilità del vicario episcopale per l'educazione scolastica.
Ogni Collegio è affidato alla guida di un rettore, nominato dall'arcivescovo di Milano.

### Collegi
- Collegio Castelli, Saronno
- Collegio Volta, Lecco
- Collegio Ballerini, Seregno
- Collegio Rotondi, Gorla Minore
- Collegio San Carlo, Milano
- Collegio Villoresi San Giuseppe, Monza
- Collegio De Filippi, Varese